# 成行シリーズ
『成行シリーズ』（せいぎょうシリーズ）は、智中天による日本の漫画。『ヤングアニマル』（白泉社発行）にて、1995年から1996年にかけてシリーズ連載された。江戸時代を舞台にした、成行という名の僧を主人公にした連作読み切りシリーズで、『成行シリーズ』というタイトルは単行本刊行時に付けられた。全1巻。
成行は素行不良で僧らしからぬ男だが、周囲の人達から慕われ、他人の悩みに真摯に取り組み、時には剣を取り悪党を討ち果たす、時代劇ヒーローの典型ともいうべき姿が描かれている。幽霊が登場する怪談めいたエピソードも存在するが、基本的には当時の習俗や制度を踏まえた考証のしっかりとした物語である。

## あらすじ
時代は元禄の世。江戸は上野の日照寺という寺に、成行という名の僧がいた。仏に仕える身でありながら、酒を飲み、吉原通いをする生臭坊主である。こんな男だが、不思議と人望があり、彼の存在を心の支えにする女性も多い。女に優しい成行は、女がらみの揉めごとに何度も巻き込まれながら、女のためにいつも尽力するのだった。

## 登場人物
成行（せいぎょう）
主人公。上野日照寺に籍を置く僧侶。剃髪もせず、飲酒や女遊びをする等、僧にあるまじき不良坊主だが、人望はある。吉原や品川・深川といった遊所には通い慣れていて、遊女達の多くと顔馴染み。相手が幽霊であっても動じること無く、分け隔てなく接する。剣術の達人で、居合い抜きを得意とする。女性の幸せを守るため己が代わって手を汚すことも厭わない。
俗名・成良親王（なりながしんのう）。先帝の第三皇子で、数奇な運命の後、京から江戸へ下り、僧となった。周囲の人は彼の素性を知らない。
三郎（さぶろう）
成行付きの寺小姓。生真面目な性格で、不良坊主である成行に手を焼いている。幼いころは成行に世話をされていたこともあったようだが、今や立場は逆になっている。
松井 凛（まつい りん）
武家の娘。30俵2人扶持の貧しい家の生まれ。敵を討つため、男装して兄・弥十郎を殺めた辻斬りを探していた。成行が凛に代わって辻斬りをしていた旗本の子弟を討った後、松井の姓を捨て、成行が大事にしている女（の1人）として暮らしている。
松井 弥十郎（まつい やじゅうろう）
凛の兄。松井家に伝わる家宝の名刀を狙った旗本の子弟に殺害される。無謀な敵討ちに挑む妹の身を案じるあまり成仏できず、凛には幸せになって欲しいという遺志を伝えるよう、成行に頼む。
貞奴（さだやっこ）
吉原の遊女。隠れ切支丹。元は日本橋の唐物問屋の娘だったが、隠れ切支丹だった両親が処刑された後、自ら身を売った。
豊楽（ほうらく）
春画を描く女絵師。本名は、お豊。絵師として売れるようになるまでの金が欲しくて、阿片を盗んで逃げ、そのために命を狙われる。
田倉 喜和（たくら きわ）
小田原藩の大番組・田倉家の娘。自分を犯し、許婚を殺した男の命を狙う。
お芳（およし）
成行が雨の夜に出会った女性。御家人の次男坊である半次郎と恋仲だった。しかし、半次郎に縁談が持ち込まれ、2人を別れさせるために半次郎の兄により毒を盛られる。
ひな
足の不自由な遊女。足を悪くしたのは、一度逃げようとした際に受けた折檻のため。故郷にいる家族に手紙を書くため、成行に字を教わる。

## 掲載
1. 辻斬 - 『ヤングアニマル』1995年20号
2. 聖夜 - 『ヤングアニマル』1995年24号
3. 女絵師 - 『ヤングアニマル』1996年5号
4. 敵討ち - 『ヤングアニマル』1996年7号
5. 五月雨 - 『ヤングアニマル』1996年11号
6. 陽炎 - 『ヤングアニマル』1996年14号

## 書誌情報
- 智中天『辻斬 -成行シリーズ-』白泉社〈ジェッツコミックス〉、全1巻
  1. 1996年11月29日発行、ISBN 4-592-13001-4